# 寺崎昌男
寺崎 昌男（てらさき まさお、1932年9月26日 - ）は、日本の教育学者、東京大学・立教大学・桜美林大学名誉教授。東京大学教育学部長、東京大学教育学部附属中学校・高等学校（現・附属中等教育学校）校長、立教大学全学共通カリキュラム運営センター部長、立教学院本部調査役を歴任。学界では教育史学会、日本教育学会、大学教育学会の運営に携わり、日本学術会議第17・18期会員。教育史の枠を超えて大学史の研究を進め、多くの著書がある。

## 略歴
福岡県生まれ。福岡県立明善高等学校を経て、1957年、東京大学教育学部教育学科卒業。1959年、東京大学大学院人文科学研究科教育学専門課程修士課程修了。1962年、東京大学大学院人文科学研究科教育学専門課程博士課程単位取得退学。1967年「日本における大学自治制度の成立過程」で教育学博士の学位を取得。
財団法人野間教育研究所所員を経て、立教大学教授。1979年、東京大学教育学部助教授、後に教授。その間、教育学部長、東京大学教育学部附属中学校・高等学校（現・附属中等教育学校）校長、百年史編集委員会委員長を務める。1993年、定年退官、名誉教授。同年、再び立教大学教授となり、全学共通カリキュラム運営センター部長も務める。1998年退職、名誉教授。同年、桜美林大学教授。桜美林大学院では職員対象の大学アドミニストレーション専攻主任を務めた。2003年退職、名誉教授。2004年に立教学院本部調査役に就任し、2016年まで務めた。

## 著書
- 『日本における大学自治制度の成立』評論社　1979
- 『プロムナード東京大学史』東京大学出版会　1992　『東京大学の歴史 大学制度の先駆け』講談社学術文庫
- 『大学の自己変革とオートノミー 点検から創造へ』東信堂　1998
- 『大学教育の創造 歴史・システム・カリキュラム』東信堂　1999
- 『大学教育の可能性 教養教育・評価・実践』東信堂、2003
- 『大学は歴史の思想で変わる FD・評価・私学』東信堂　2006
- 『大学改革その先を読む 立教大学「大学教育開発・支援センター」連続セミナー講演記録』東信堂　2007
- 『東京大学の歴史 大学制度の先駆け』 講談社 2007
- 『大学自らの総合力 理念とFDそしてSD』東信堂　2010
- 『日本近代大学史』 東京大学出版会 2020

## 共編著
- 『大学教育』海後宗臣共著　東京大学出版会　1969　戦後日本の教育改革
- 『戦後の大学論』編・解説　評論社　1970　復初文庫
- 『史料教育法』神田修,平原春好共編　学陽書房　1973
- 『教育小事典』平原春好共編　学陽書房　1982
- 『総力戦体制と教育 皇国民「錬成」の理念と実践』戦時下教育研究会共編　東京大学出版会　1987
- 『日本の教師 18　女性教師として生きる』鈴木そよ子共編　ぎょうせい　1993
- 『日本の教育課題 第6巻　選抜と競争』東京法令出版　1994
- 『日本の教師 22-23　歴史の中の教師』前田一男共編　ぎょうせい　1993-1994
- 『日本の教師 17　校長として、リーダーとして』小熊伸一共編　ぎょうせい　1994
- 『日本の教師 2　障害をおう子どもに学ぶ』前田一男共編　ぎょうせい　1995
- 『「文検」の研究 文部省教員検定試験と戦前教育学』「文検」研究会共編　学文社　1997
- 『教育名言辞典』編　東京書籍　1999
- 『教科書でみる近現代日本の教育』海後宗臣,仲新共著　東京書籍　1999
- 『大学史をつくる 沿革史編纂必携』別府昭郎,中野実共編著　東信堂　1999
- 『戦後教育改革構想』責任編集 小川利夫,平原春好企画・編集　日本図書センター　2000
- 『日本の教育課題　第3巻　なぜ学校に行くのか』東京法令出版　2000
- 『「文検」試験問題の研究 戦前中等教員に期待された専門・教職教養と学習』「文検」研究会共編　学文社　2003
- 『名著解題』古沢常雄,増井三夫共編　協同出版　2009　教職課程新書
- 『英語の一貫教育へ向けて』立教学院英語教育研究会編 鳥飼玖美子共監修 東信堂 2012
- 『21世紀の大学 職員の希望とリテラシー』立教学院職員研究会共編 東信堂 2016